# Lost and Forgotten
Lost and Forgotten je singl skupiny Pjotr Nalič and Friends, který byl vydán v květnu 2010 na oficiálním webu skupiny. V něm se nachází píseň Lost and Forgotten, se kterou Pjotr Nalič and Friends reprezentovali Rusko na Eurovision Song Contest 2010 v Oslu, kde se ve finále soutěže umístili na 11. místě.

## Vydání
Premiéru měla skladba dne 30. října 2009 v klubu Milk (Милк) a Studiová verze skladby byl umístěna na oficiální stránky kapely poté, co vyhrál ruské národní kolo.

## Eurovision Song Contest 2010
Píseň "Lost and Forgotten" (přeloženo jako Ztracený a zapomenutý) byla vybrána z 25 skladeb prezentovaných ve finále ruského národního výběru, kde vyhrála s převahou s 20,9% hlasy od televizních diváků a poroty.
Na mezinárodní soutěži Eurovision Song Contest 2010 se píseň umístila na 11. místě a získala celkem 90 bodů.

## Žebříčky
| Žebříček (2010)               | Nejvyšší umístění |
| ----------------------------- | ----------------- |
| Airplay Detection TopHit 100  | 194               |
| Россия Цифровые Синглы Топ 25 | 5                 |